# Skärgölen (Blåviks socken, Östergötland)
Skärgölen är en sjö i Boxholms kommun i Östergötland och ingår i Motala ströms huvudavrinningsområde.